# Afrikanischer Goldwolf
Der Afrikanische Goldwolf oder Wolfsschakal (Canis lupaster, auch Canis anthus) ist ein Vertreter der Wolfs- und Schakalartigen (Canis) im nördlichen Afrika. Er bewohnt trockene Gras- und Savannenländer bis hin zu wüstenartigen Landschaften und ernährt sich hauptsächlich allesfresserisch. Typisch ist die territoriale Lebensweise und die Bildung von Familien, denen neben dem Elternpaar und dem Nachwuchs auch die Jungen des vorangegangenen Wurfs angehören können. Die Art wurde erst im Jahr 2015 durch genetische Studien erkannt, vorher galten die Tiere als afrikanischer Zweig des Goldschakals.

## Merkmale

### Habitus
Der Afrikanische Goldwolf ähnelt äußerlich stark dem Goldschakal und stellt mit ihm gemeinsam einen sehr typischen Vertreter der Wolfs- und Schakalartigen (Canis) mit nur wenigen Spezialisierungen dar. Untersuchte Tiere aus Ägypten erreichen eine Kopf-Rumpf-Länge von 82,2 bis 89,3 cm und eine Schwanzlänge von 29 bis 34,7 cm. Das Körpergewicht beträgt 10 bis 15 kg. Dagegen sind Individuen aus Tansania bei einer Kopf-Rumpf-Länge von 74 bis 78,5 cm, einer Schwanzlänge von 27 bis 28 cm und einem Körpergewicht von 6,3 bis 7,7 kg etwas kleiner. Ein Sexualdimorphismus ist ausgebildet, Weibchen werden etwa 12 % leichter als Männchen. Damit gehört der Afrikanische Goldwolf zu den mittelgroßen Vertretern der Gattung Canis. Er zeichnet sich durch einen schlanken Körperbau mit langen Beinen und schlanken Füßen aus. Die Hinterfußlänge liegt bei 19 bis 21 cm. Die Ohren stehen aufgerichtet und sind etwa 10 bis 12 cm lang. Die Grundfarbe des Fells ist goldgelb, abhängig von den Jahreszeiten variiert sie aber von cremig-gelb bis dunkel lohfarben. Auf dem Rücken bildet eine Mischung aus schwarzen, braunen und weißen Haaren eine Art Sattel ähnlich dem Schabrackenschakal (Canis mesomelas). Der Bauch ist generell heller gefärbt mit einer cremigen Tönung. Einzelne Farbflecken an Kinn, Brust und Gesicht sind individuell verteilt. Der Schwanz ist buschig und endet in einer dunklen Spitze. Weibchen besitzen vier Paare Zitzen.

### Schädelmerkmale
Der relativ große Schädel fällt durch sein vergleichsweise kurzes Rostrum auf. Insgesamt ähnelt er stärker dem des Wolfs (Canis lupus) und des Kojoten (Canis latrans) als denen der Schakale. Am ersten oberen Molar tritt ein lippenseitiges Cingulum, ein Wulst aus Zahnschmelz, auf.

## Verbreitung und Lebensraum

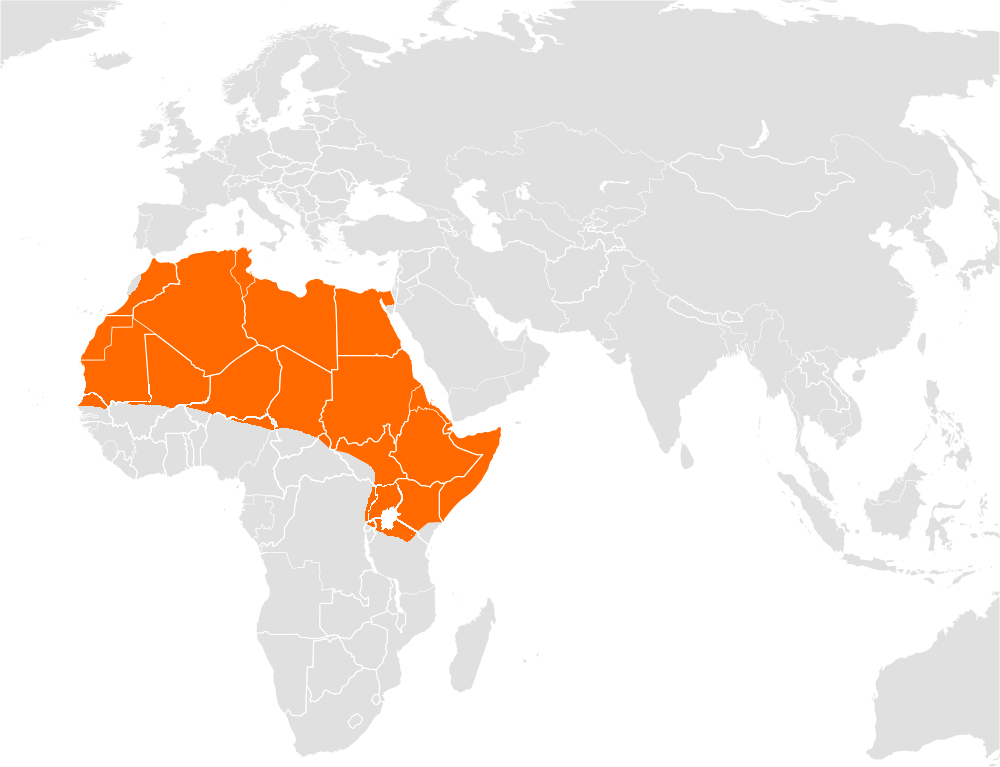
Verbreitungsgebiet des Afrikanischen Goldwolfs

Das Verbreitungsgebiet des Afrikanischen Goldwolfs umfasst den nördlichen und östlichen Teil Afrikas. Die Südgrenze reicht etwa vom Senegal im Westen bis ins nördliche Tansania im Osten. Im Nordosten, in Israel, überschneidet es sich mit dem Vorkommen des Goldschakals (Canis aureus). Die Art bevorzugt trockene Habitate. Sie bewohnt daher sowohl die wüstenartigen Regionen der Sahara (mit Ausnahme extrem arider Landschaften) als auch die Sahelzone sowie Savannen- und Grasländer. Im Somali-Hochland steigen die Tiere bis auf eine Höhe von 3500 m auf. In Ostafrika kommt der Afrikanische Goldwolf sympatrisch mit dem Schabrackenschakal (Canis mesomelas) und dem Streifenschakal (Canis adustus) vor, im Gegensatz zu diesen bevorzugt er aber deutlich offenere Gebiete. Allgemein gilt der Afrikanische Goldwolf als relativ häufig, in der Serengeti liegt die Populationsdichte bei einem Individuum je Quadratkilometer.

## Lebensweise

### Territorialverhalten

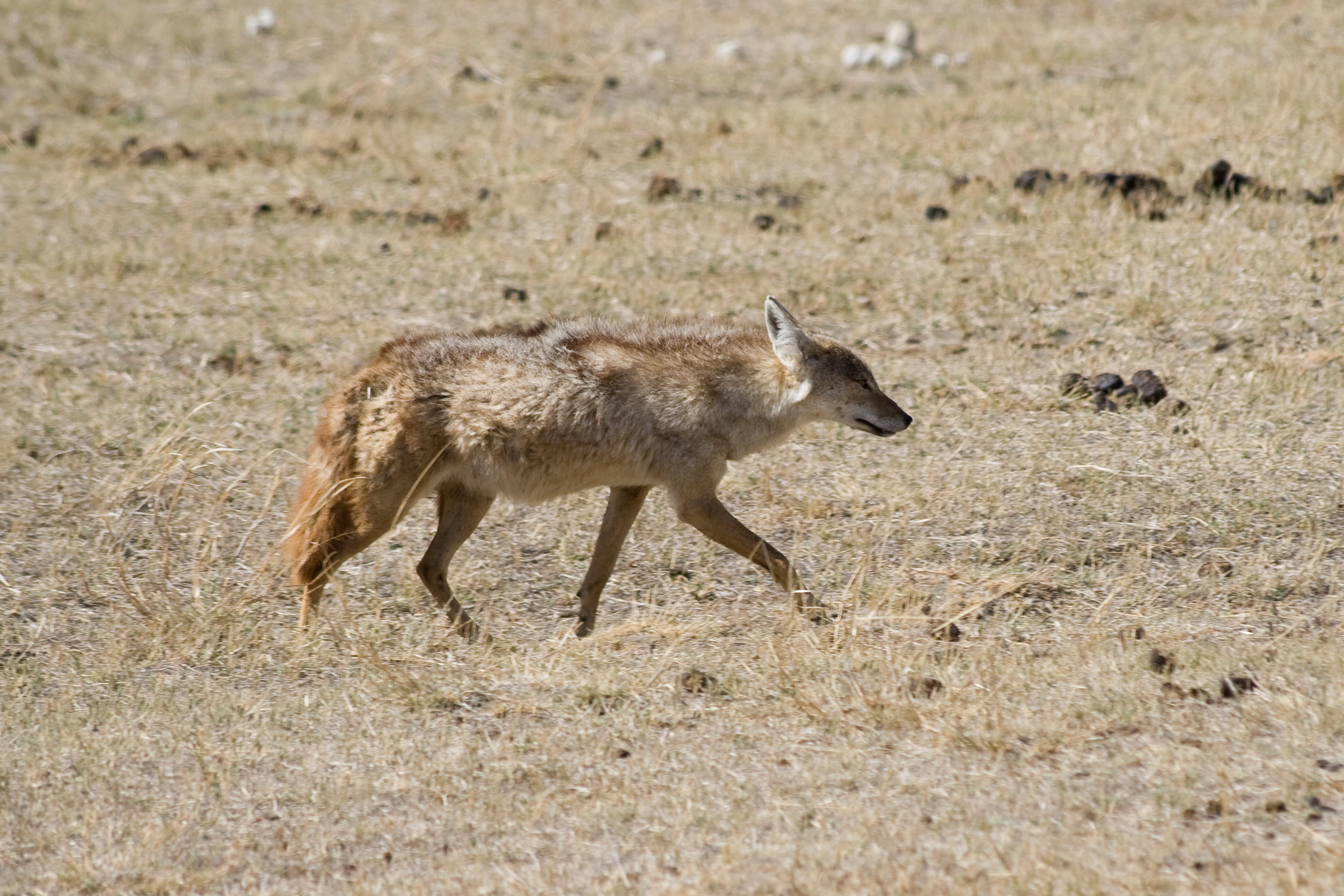
Afrikanischer Goldwolf

Der Afrikanische Goldwolf ist überwiegend dämmerungs- und nachtaktiv, regional tritt er aber auch häufiger tagsüber auf. Das Sozialverhalten der Art kann variieren, abhängig von äußeren Bedingungen wie der lokalen Populationsdichte und der verfügbaren Nahrung, wodurch die Tiere sehr flexibel sind. Die Grundlage bildet ein dauerhaftes, fortpflanzungsfähiges Paar mit Nachwuchs, dem aber auch noch die Jungen des vorangegangenen Wurfs angehören können, die als „Helfer“ bei der Aufzucht fungieren. Unter Umständen treten manchmal mehrere Paare gemeinsam auf, etwa an Kadavern. Die Tiere leben territorial und unterhalten individuelle Reviere, die sich aber innerhalb des Paares stark überschneiden. Die Markierung erfolgt mit Urin, was beide Partner gleichzeitig an derselben Stelle mit erhobenen Beinen tätigen. Die Größe der Territorien ist variabel und wird wiederum von den äußeren natürlichen Bedingungen beeinflusst, maßgeblicher Faktor ist das Nahrungsangebot. In der Serengeti in Tansania liegt sie bei 0,5 bis 7,0 km², im nahe gelegenen Ngorongoro-Krater bei 2,0 bis 5,0 km². Im Ostafrikanischen Graben beträgt die durchschnittliche Reviergröße 2,4 km². Dagegen variiert die Ausdehnung der Territorien im Somali-Hochland, das wesentlich stärker von menschlichen Eingriffen beeinflusst ist als die ostafrikanischen Savannen, zwischen 7,9 und 48,2 km². In den großen Territorien sind mehrere Kernregionen verteilt, die je nach Gegebenheit genutzt werden. Außerdem treten die Tiere verstärkt einzeln auf, kehren aber jeweils zum Partner zurück. Im Djurdjura-Nationalpark, der einen Teil des Atlas im nördlichen Algerien bedeckt, wurden Reviere von 0,4 bis 1,7 km² Fläche festgestellt. Häufig sind die der Weibchen etwas größer als die der Männchen.

### Ernährung

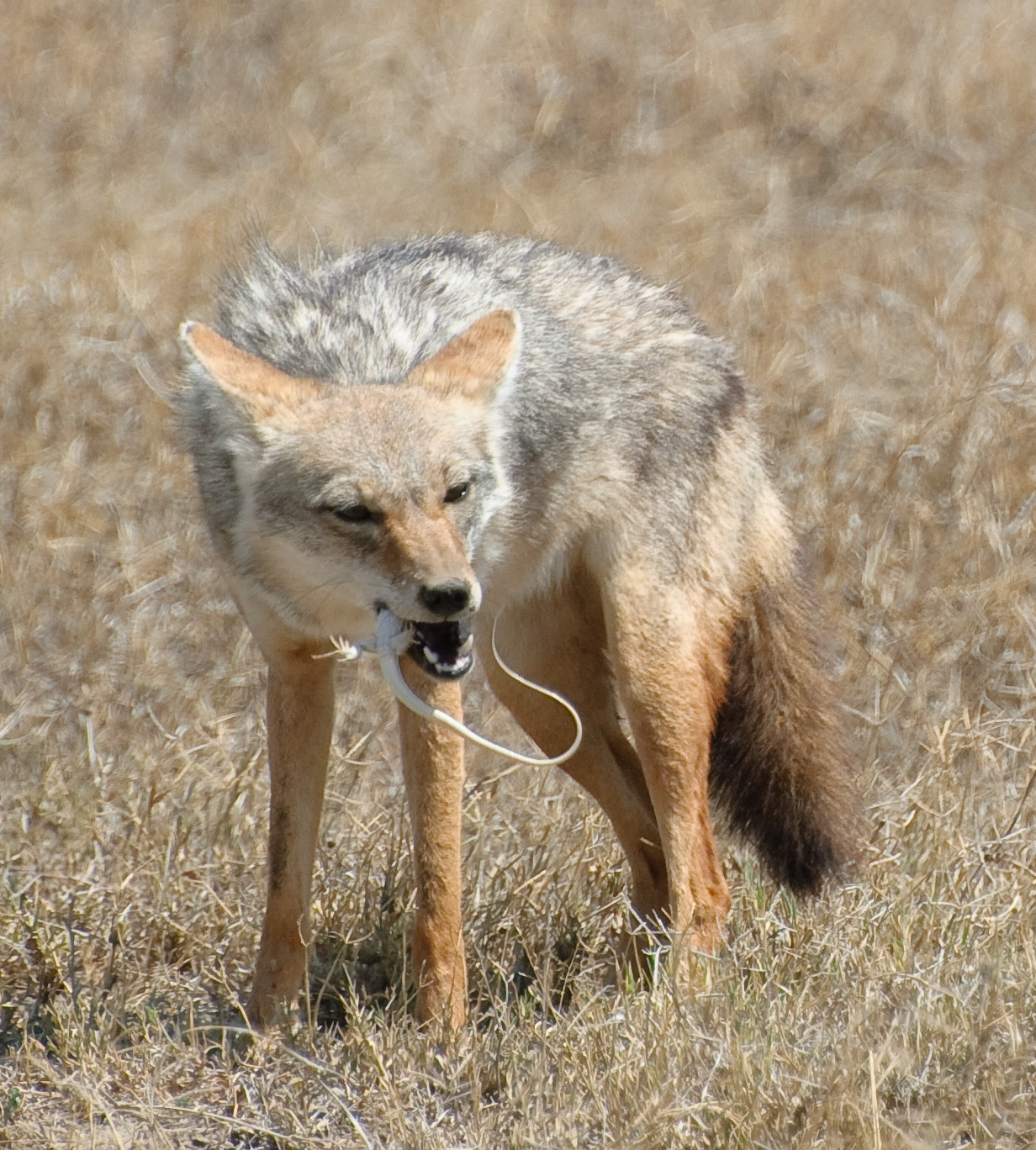
Afrikanischer Goldwolf beim Fressen einer Echse

Generell ist der Afrikanische Goldwolf ein Allesfresser, der sich sowohl von Wirbeltieren und Wirbellosen als auch von Pflanzen ernährt. In der Serengeti stellen etwa 60 % der Nahrung Wirbeltiere dar, das Beutespektrum reicht von Echsen und Schlangen über Vögel bis hin zu kleinen und mittelgroßen Säugetieren. Unter den Säugetieren erbeutet er unter anderem Rennmäuse und Hasen, aber auch größere Tiere wie Grant-Gazellen und Thomson-Gazellen. Gelegentlich fressen die Tiere auch Aas von Kadavern großer Huftiere, etwa des Streifengnus und Steppenzebras. Auch im Djurdjura-Nationalpark in Algerien machen Wirbeltiere mehr als 50 % des Nahrungsanteils aus. Darunter befindet sich eine Vielzahl an Kleinsäugetieren wie Gartenschläfer, Waldmäuse und Weißzahnspitzmäuse. In untersuchten Kotproben aus dem zentralen Niger konnten zudem Stachelmäuse und Afrikanische Borstenhörnchen identifiziert werden. Unter den Wirbellosen vertilgt der Afrikanische Goldwolf vor allem Ameisen, Käfer und Skorpione. Mageninhalte aus Ägypten und dem Sudan enthielten des Weiteren zahlreiche Gehäuseschalen von Schnecken. Der Anteil an pflanzlicher Nahrung kann mitunter sehr hoch sein. Hauptsächlich werden Süßgräser und Früchte verspeist, in Niger gehören dazu Kordien und Ziziphus. Überwiegend in dichter besiedelten Landschaften mit intensiver Viehzucht stellt auch Nutzvieh einen Teil der Beute des Afrikanischen Goldwolfs dar. So fielen Erhebungen zufolge im nördlichen Äthiopien in einem Zeitraum von fünf Jahren insgesamt 1500 Hausschafe, Hausziegen und verschiedene Arten von Geflügel dem Beutegreifer zum Opfer. Darüber hinaus ernährt er sich dann wie im Niltal von verschiedenen Feldfrüchten. Den Wasserbedarf decken die Tiere häufig über die Nahrung.
In der Regel jagen die Paare gemeinsam, allerdings sind die Tiere in größeren Territorien wie im Somali-Hochland individuell unterwegs und stellen dann möglicherweise eher kleineren Tieren nach. Die Einzeljagd hängt dann wahrscheinlich auch mit den stärker verstreuten Nahrungsressourcen zusammen, was eine Gruppenjagd nicht unterstützt. Die Tiere können bei der Suche nach Nahrung lange Strecken zurücklegen, die Beute wird mit dem Gehör lokalisiert und im Sprung erlegt, teilweise aber auch ausgegraben. In der paarweisen Jagd ist der Beuteerfolg deutlich höher als bei einzelnen Tieren und es können auch wesentlich größere Tiere gerissen werden. Jedoch wurden auch singuläre Afrikanische Goldwölfe beobachtet, die Antilopen von der vier- bis fünffachen Masse ihres eigenen Körpergewichts erbeuteten.

### Fortpflanzung
Es wird angenommen, dass Weibchen monoöstrisch sind, allerdings gibt es aus Tansania auch Hinweise darauf, dass mehrmals im Jahr Nachwuchs geboren wird. Die Paarungszeit findet in der Serengeti zwischen Oktober und Dezember statt. Die Tragzeit beträgt 63 Tage, sodass die Jungen zumeist im Zeitraum vom Dezember bis März zur Welt kommen, was mit der Regenzeit und der Ankunft der großen, herdenbildenden Huftiere zusammenfällt. In Ägypten wurde Nachwuchs von März bis Mai gesichtet. Ein Wurf umfasst 1 bis 9 Junge, wobei aus Tansania durchschnittlich 2 bekannt sind. Die Jungtiere verbringen die erste Zeit in unterirdischen Bauen, die häufig von Erdferkeln oder Warzenschweinen angelegt wurden. Diese haben in der Regel bis zu drei Eingänge und sind typischerweise 2 bis 3 m lang und 0,5 bis 1 m tief. In den ersten 14 Wochen wird der Bau bis zu viermal gewechselt. Die Jungen öffnen ihre Augen nach etwa neun Tagen, die ersten Zähne brechen nach rund elf Tagen durch. Die Säugezeit dauert rund acht bis zehn Wochen. An der Aufzucht des Nachwuchses beteiligen sich sowohl das Vater- und Muttertier als auch die Jungen des vorangegangenen Wurfes als „Helfer“ bei der Jagd. Die Unterstützung durch diese nah verwandten Tiere erhöht deutlich die Überlebensrate des neuen Nachwuchses. Das Höchstalter eines Tieres in der Serengeti liegt bei etwa 14 Jahren.

### Fressfeinde und Parasiten
Zu den bekanntesten Fressfeinden des Afrikanischen Goldwolfs gehört die Tüpfelhyäne. Beim Auftauchen eines Tieres in der Nähe von Unterschlüpfen gibt der Afrikanische Goldwolf einen heulenden Warnlaut aus und verteidigt sich mit Bissen an den Rumpf oder in die Genitalgegend. Nach Blutuntersuchungen an Tieren aus der Serengeti kann der Afrikanische Goldwolf als Wirt der Erreger der Hepatitis contagiosa canis, der Parvovirose und der felinen infektiösen Peritonitis fungieren.

## Systematik und Taxonomische Geschichte
Der Afrikanische Goldwolf wird erst seit 2015 als eigenständige Art innerhalb der Wolfs- und Schakalartigen (Canis) betrachtet. Vorher galt er als Unterart des Goldschakals (Canis aureus). Molekulargenetische Analysen lieferten jedoch in den Jahren 2011 und 2012 Hinweise darauf, dass die afrikanische Population des Goldschakals näher mit dem Wolf (Canis lupus) verwandt ist als mit der ihrer vermeintlichen Artgenossen im südlichen Eurasien. Erkannt wurde dies anhand der Untersuchung der damals als Unterart des Goldschakals aufgefassten nordafrikanischen Bestände des sogenannten „Ägyptischen Schakals“ (Canis aureus lupaster).
Eine Studie zur Klärung dieser Frage bestätigte die Ergebnisse der vorhergehenden Analysen und zeigte, dass sich die Entwicklungslinien der eurasischen und afrikanischen Populationen des Goldschakals bereits vor etwa 1,9 Millionen Jahren getrennt haben, die Linien von gewöhnlichem („grauen“) Wolf und Afrikanischem Goldwolf dagegen erst vor 1,3 Millionen Jahren. Die starke Ähnlichkeit von Goldschakal und Afrikanischem Goldwolf ist demnach auf Konvergenz zurückzuführen, deren Ursache wahrscheinlich darin besteht, dass die Vorfahren des heutigen Goldschakals und des Afrikanischen Goldwolfs ähnlichen Selektionsdrücken unterworfen waren. Die enge genetische Verwandtschaft des Afrikanischen Goldwolfs mit dem Wolf einerseits sowie die deutlichen morphologischen Unterschiede zwischen den beiden Arten andererseits rechtfertigten die Stellung des Goldwolfs als eigene Art. Eine weitere Genanalyse sieht die Herausbildung des Afrikanischen Goldwolfs aus einer Hybridpopulation aus Vorfahren des heutigen Wolfs und des Äthiopischen Wolfs. Studien zur Schädelmorphologie zeigen des Weiteren, dass innerhalb des Afrikanischen Goldwolfs wenigstens zwei unterschiedliche Typen auftreten. Die einst als Canis aureus lupaster benannte Unterart zeichnet sich durch langgestrecktere und am Hirnschädel breitere Schädel aus als andere Vertreter des Afrikanischen Goldwolfes. Auch bezüglich der Zahnmerkmale lassen sich Unterschiede aufzeigen. Einige Autoren vermuten daher wenigstens zwei taxonomische Einheiten an Wölfen in Afrika, möglicherweise getrennt auf Artebene, was aber weitere genetische Untersuchungen erfordert.
Für die als eigenständig erkannte Art wurde zunächst im Jahr 2015 die wissenschaftliche Bezeichnung Canis anthus vorgeschlagen. Diese geht auf Frédéric Cuvier zurück, der sie erstmals 1820 in dem von ihm zusammen mit Étienne Geoffroy Saint-Hilaire veröffentlichten Werk Histoire naturelle des mammifères verwendet hatte. In diesem beschrieb er Tiere aus dem Senegal und bezeichnete die Art als Chacal du Sénégal. Den Artzusatz anthus führte Cuvier auf die arkadische Familie Anthus zurück, die sich gemäß Plinius in Wölfe verwandeln konnte. Im Jahr 1826 beschrieb Eduard Rüppell unter dem gleichen Artnamen Tiere aus Nordafrika, die er als „Wolfshund“ bezeichnete. Da der Holotyp der Art verloren gegangen ist und die von Cuvier bereitgestellte Abbildung nach Meinung einiger Wissenschaftler wenig gemein mit dem Afrikanischen Goldwolf hat, sehen sie den Artnamen Canis anthus unabhängig seiner Priorität als nomen dubium an. Demnach und unter der Voraussetzung, dass der Afrikanische Goldwolf eine einheitliche Art in Afrika repräsentiert, wäre Canis lupaster der korrekte Artname. Die Bezeichnung geht wiederum auf Friedrich Wilhelm Hemprich und Christian Gottfried Ehrenberg aus dem Jahr 1833 für Tiere aus Ägypten zurück.

## Bedrohung und Schutz
Die IUCN führt den Afrikanischen Goldwolf schätzt den Bestand des Afrikanischen Goldwolfes als „ungefährdet“ (least concern) ein. Die Art ist in zahlreichen geschützten Gebieten präsent, allen voran im Komplex Serengeti-Masai Mara-Ngorongoro. Lokal gehen einzelne Bestände aber zurück, was durch die stärkere Industrialisierung und Ausdehnung intensiver Landwirtschaft in einigen Regionen verursacht wird.